# Pascal Denis
Pascal Denis (ur. 20 maja 1975 w Repentigny) – kanadyjski trener łyżwiarstwa figurowego, a wcześniej łyżwiarz figurowy, startujący w parach tanecznych z Josée Piché, a następnie z Martine Patenaude. Uczestnik mistrzostw świata i mistrzostw czterech kontynentów, brązowy medalista mistrzostw Kanady (2000).

## Osiągnięcia

### Z Martine Patenaude
| Zawody                           | 04–05          |                |                |                |                |                |                |                |                |                |                |                |                |                |                |                |                |
| Międzynarodowe                   | Międzynarodowe | Międzynarodowe | Międzynarodowe | Międzynarodowe | Międzynarodowe | Międzynarodowe | Międzynarodowe | Międzynarodowe | Międzynarodowe | Międzynarodowe | Międzynarodowe | Międzynarodowe | Międzynarodowe | Międzynarodowe | Międzynarodowe | Międzynarodowe | Międzynarodowe |
| -------------------------------- | -------------- | -------------- | -------------- | -------------- | -------------- | -------------- | -------------- | -------------- | -------------- | -------------- | -------------- | -------------- | -------------- | -------------- | -------------- | -------------- | -------------- |
| Mistrzostwa czterech kontynentów | 7              |                |                |                |                |                |                |                |                |                |                |                |                |                |                |                |                |
| GP Skate Canada International    | 8              |                |                |                |                |                |                |                |                |                |                |                |                |                |                |                |                |
| Nebelhorn Trophy                 | 2              |                |                |                |                |                |                |                |                |                |                |                |                |                |                |                |                |
| Krajowe                          |                |                |                |                |                |                |                |                |                |                |                |                |                |                |                |                |                |
| Mistrzostwa Kanady               | 6              |                |                |                |                |                |                |                |                |                |                |                |                |                |                |                |                |

### Z Josée Piché
| Zawody                           | 99–00          | 00–01          | 01–02          | 02–03          | 03–04          |                |                |                |                |                |                |                |                |                |                |                |                |
| Międzynarodowe                   | Międzynarodowe | Międzynarodowe | Międzynarodowe | Międzynarodowe | Międzynarodowe | Międzynarodowe | Międzynarodowe | Międzynarodowe | Międzynarodowe | Międzynarodowe | Międzynarodowe | Międzynarodowe | Międzynarodowe | Międzynarodowe | Międzynarodowe | Międzynarodowe | Międzynarodowe |
| -------------------------------- | -------------- | -------------- | -------------- | -------------- | -------------- | -------------- | -------------- | -------------- | -------------- | -------------- | -------------- | -------------- | -------------- | -------------- | -------------- | -------------- | -------------- |
| Mistrzostwa świata               |                |                |                |                | 23             |                |                |                |                |                |                |                |                |                |                |                |                |
| Mistrzostwa czterech kontynentów | 6              |                | 5              |                | 7              |                |                |                |                |                |                |                |                |                |                |                |                |
| GP Cup of China                  |                |                |                |                | 5              |                |                |                |                |                |                |                |                |                |                |                |                |
| GP Cup of Russia                 |                |                | 10             |                |                |                |                |                |                |                |                |                |                |                |                |                |                |
| GP Skate America                 |                |                |                | 9              |                |                |                |                |                |                |                |                |                |                |                |                |                |
| GP Skate Canada International    |                |                | 9              | 10             | 10             |                |                |                |                |                |                |                |                |                |                |                |                |
| NHK Trophy                       | 7              |                |                |                |                |                |                |                |                |                |                |                |                |                |                |                |                |
| Skate America                    | 6              |                |                |                |                |                |                |                |                |                |                |                |                |                |                |                |                |
| Krajowe                          |                |                |                |                |                |                |                |                |                |                |                |                |                |                |                |                |                |
| Mistrzostwa Kanady               | 3              | 4              | 4              | 4              | 4              |                |                |                |                |                |                |                |                |                |                |                |                |